# Callithrix nigriceps
Mico nigriceps là một loài động vật có vú trong họ Cebidae, bộ Linh trưởng. Loài này được Ferrari & Lopes miêu tả năm 1992.

## Hình ảnh

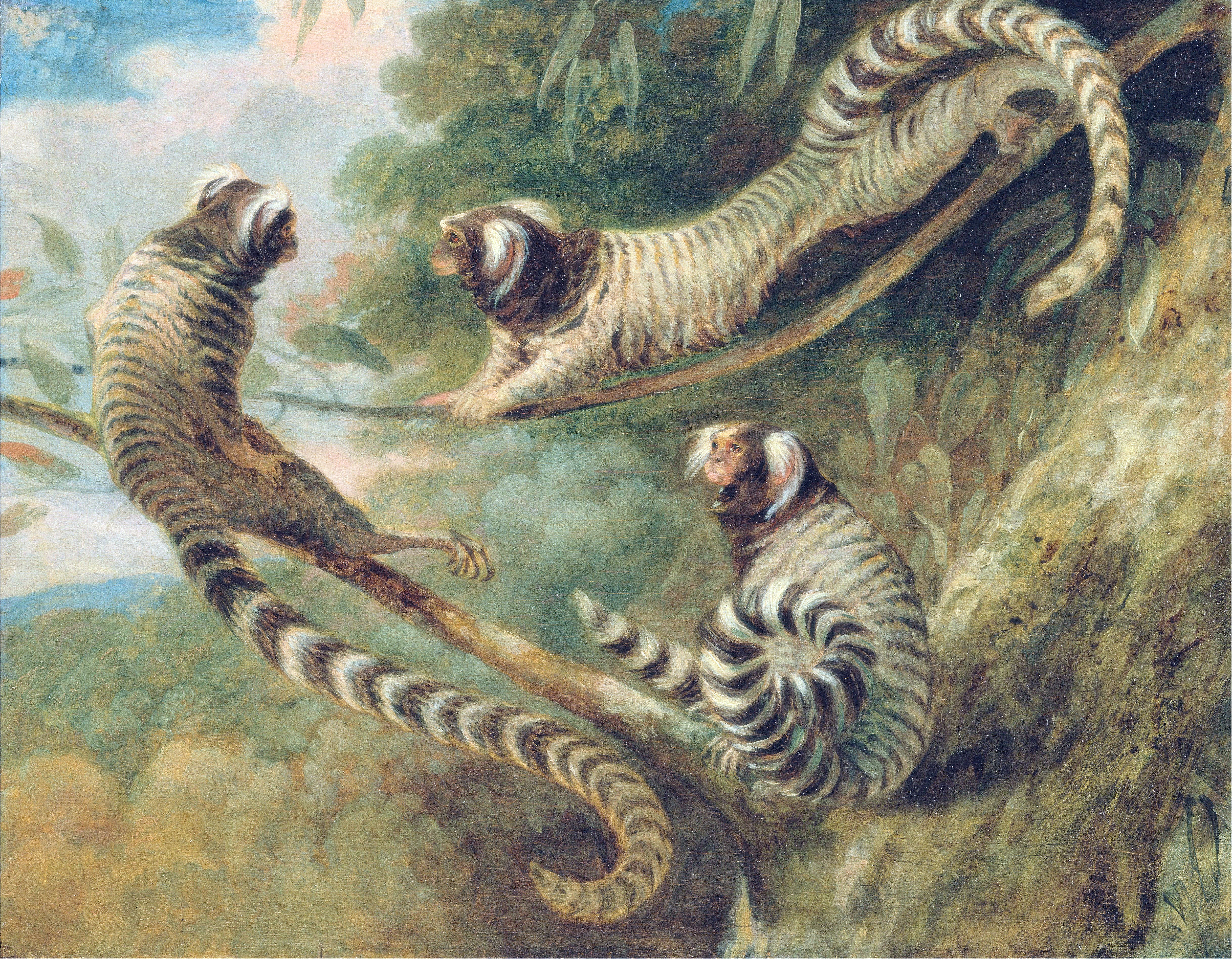
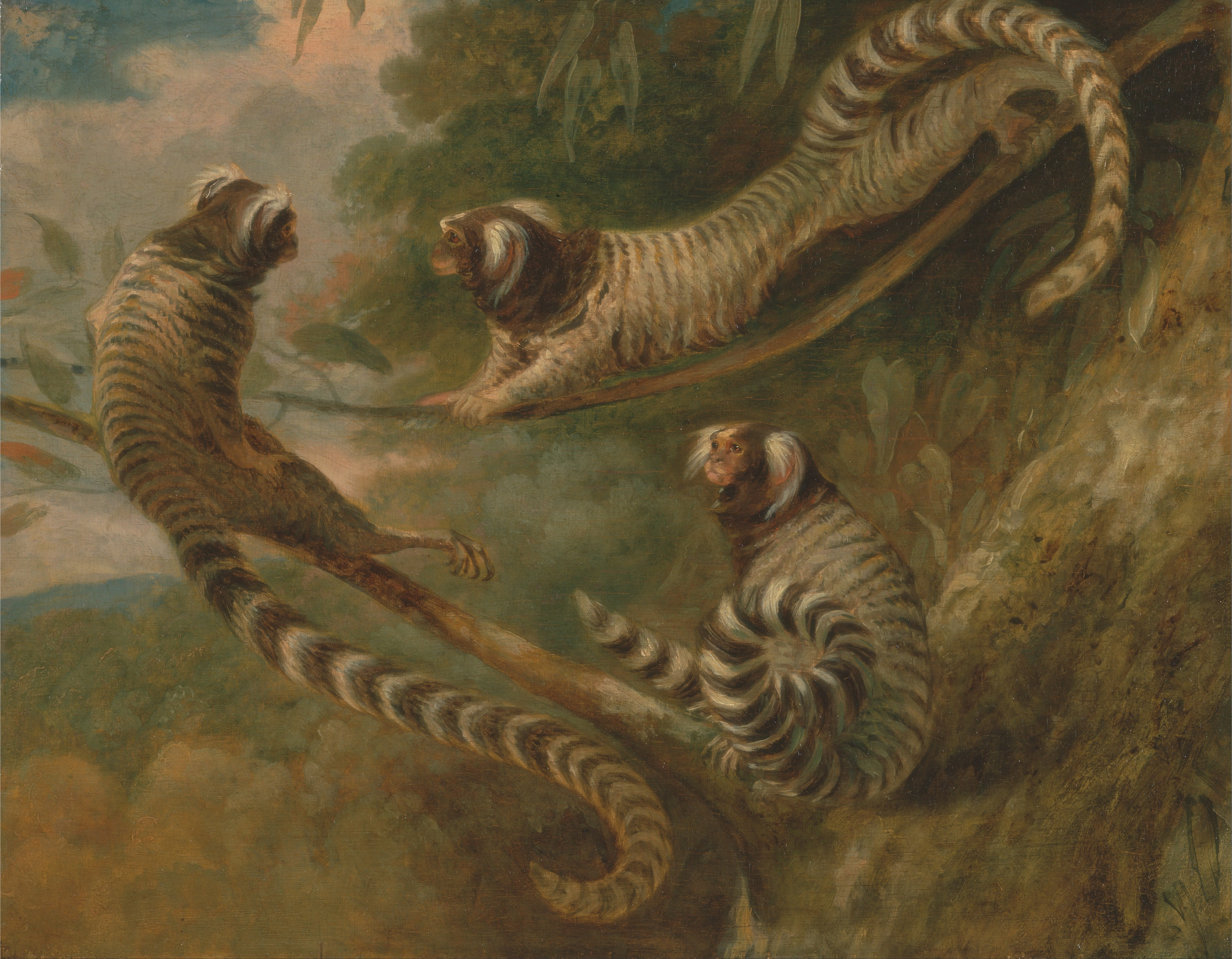